# Tetrastichus leocrates
Tetrastichus leocrates är en stekelart som först beskrevs av Walker 1839.  Tetrastichus leocrates ingår i släktet Tetrastichus och familjen finglanssteklar. Enligt den finländska rödlistan är arten nära hotad i Finland. Arten är reproducerande i Sverige. Artens livsmiljö är lundskogar. Inga underarter finns listade i Catalogue of Life.